# Association des responsables de copropriété
 (janvier 2017).
Si vous disposez d'ouvrages ou d'articles de référence ou si vous connaissez des sites web de qualité traitant du thème abordé ici, merci de compléter l'article en donnant les références utiles à sa vérifiabilité et en les liant à la section « Notes et références ».
Pour les articles homonymes, voir ARC.
L'Association des responsables de copropriété (ARC) est une association loi de 1901 au service des syndicats de copropriétés et des copropriétaires.
Elle travaille à l'amélioration du fonctionnement général de la copropriété, avec pour objectif principal de défendre les intérêts des conseils syndicaux, des syndics bénévoles et des copropriétaires individuels.

## Présentation
Fondée en 1987, L'Association des responsables de copropriété (ARC) est une association à but non lucratif indépendante des professionnels, syndicats, collectivités territoriales ou partis politiques.
Depuis mars 1995, l'ARC créé, avec d'autres associations de copropriétaires, l'UNARC – Union nationale des associations des responsables de copropriété – qui couvre toute la France.
L'ARC est l'une des trois associations nationales siégeant comme membre permanent de la commission nationale relative à la copropriété qui compte 12 membres (supprimée par décret du 18 février 2014).
Les adhérents de l'ARC sont :
- des conseils syndicaux, dans des copropriétés gérées par des professionnels ;
- des syndics non professionnels ;
- des copropriétaires à titre individuel confrontés à des problèmes personnels.